# Dyera costulata
Dyera costulata är en oleanderväxtart som först beskrevs av Friedrich Anton Wilhelm Miquel, och fick sitt nu gällande namn av Joseph Dalton Hooker. Dyera costulata ingår i släktet Dyera och familjen oleanderväxter. IUCN kategoriserar arten globalt som livskraftig. Inga underarter finns listade i Catalogue of Life.